# Ерофеев, Борис Никонович
Борис Никонович Ерофе́ев (2 (15) мая 1907 Перкино, Моршанский уезд, Тамбовская губерния, Российская Империя — 31 августа 1990 Ленинград, РСФСР, СССР) — советский учёный геолог, доктор геолого-минералогических наук, лауреат Сталинской премии 1-й степени за 1946 год.

## Биография
Родился 2 (15) мая 1907 года в селе Перкино, Моршанский уезд, Тамбовская губерния (ныне Сосновский район (Тамбовская область)).
Окончил Тамбовский рабфак и ЛГИ (1932).
Работал начальником партии во ВСЕГЕИ, учился в аспирантуре и одновременно преподавал минералогию в ЛГИ.
В 1938 году как специалист по редкоземельным металлам направлен на Чукотку.
С 1941 года руководил Анадырской экспедицией Дальстроя НКВД СССР.
С 1942 года — заместитель начальника Чаун-Чукотского ГРУ. Открыл несколько коренных и россыпных месторождений олова (в том числе Пыркакайское) и золота.
С конца 1940-х годов — главный геолог ГРУ Дальстроя.
С 1954 года — заместитель председателя Государственной комиссии по запасам полезных ископаемых.
С 1956 года — первый заместитель министра геологии и охраны недр СССР.
С 1963 года на работе в аппарате представительства СССР в СЭВ, заведующий отделом геологии.
Преподавал на кафедре геологии Ленинградского горного института.
Был главным редактором журнала «Разведка и охрана недр».

## Награды и премии
- Сталинская премия первой степени (1946) — за открытие и геологическое исследование месторождений олова на Северо-Востоке СССР, обеспечившие создание сырьевой базы для увеличения отечественного производства олова.[1]
- ордена и медали.[уточнить]